# Mastoura Soudani
Mastoura Soudani, née le 25 juillet 2003, est une lutteuse algérienne.

## Carrière
Mastoura Soudani est médaillée d'or dans la catégorie des moins de 61 kg aux Jeux africains de la jeunesse de 2018 à Alger.
Elle est médaillée de bronze dans la catégorie des moins de 62 kg aux Championnats d'Afrique de lutte 2022 à El Jadida ainsi qu'aux Championnats d'Afrique de lutte 2024 à Alexandrie.